# Corydalis angusta
Corydalis angusta är en vallmoväxtart som beskrevs av Z.Y.Su och Liden. Corydalis angusta ingår i släktet nunneörter, och familjen vallmoväxter. Inga underarter finns listade i Catalogue of Life.